# Marcus Boyd
Marcus Boyd (ur. 3 marca 1989) – amerykański lekkoatleta specjalizujący się w biegach sprinterskich.
W 2008 zdobył dwa złote medale – w biegu na 400 metrów i sztafecie 4 x 400 metrów – podczas rozgrywanych w Bydgoszczy mistrzostw świata juniorów. 
Medalista mistrzostw USA w kategorii juniorów, wielokrotny medalista mistrzostw NCAA.
Rekord życiowy: bieg na 400 metrów – 45,42 (2011).

## Osiągnięcia
| Rok  | Impreza                     | Miejsce   | Konkurencja        | Lokata     | Wynik   |
| ---- | --------------------------- | --------- | ------------------ | ---------- | ------- |
| 2008 | Mistrzostwa świata juniorów | Bydgoszcz | bieg na 400 m      | 1. miejsce | 45,53   |
| 2008 | Mistrzostwa świata juniorów | Bydgoszcz | sztafeta 4 x 400 m | 1. miejsce | 3:03,86 |